# 山県栗花生
山縣 栗花生（やまがた つゆお、1890年6月23日 - 1945年2月15日）は、日本の陸軍軍人。最終階級は陸軍中将正四位功四級勲一等旭日大綬章。

## 略歴
山口県岩国市出身。1907年（明治40年）7月10日、陸軍幼年学校を卒業、1911年（明治44年）5月、陸軍士官学校（23期）を卒業。
同年12月、歩兵少尉任官。1926年（大正15年）11月、教育総監副官。
1928年（昭和3年）昭和の即位の礼に天皇の馬車の供奉員として任を務める。
1933年（昭和8年）8月1日、陸軍中佐に昇任、朝香宮の御附武官となる。
1937年（昭和12年）8月、陸軍大佐に昇進。同年10月、第8国境守備隊第3地区隊長に就任。1938年（昭和13年）ハイラル連隊へ転勤。
1939年（昭和14年）3月、ハイラルより志那派遣軍歩兵第11連隊長に転じ日中戦争に出征。
1940年（昭和15年）8月、陸軍少将に進級し、台湾の基隆要塞司令官となる。
1941年（昭和16年）6月、独立混成第21旅団長に就任し太平洋戦争を迎え、1942年（昭和17年）、グアム島の守備の任につき、次いでラバウルに急派され、東部ニューギニアのブナ作戦に参加。
1943年（昭和18年）7月、中部軍付となり、留守第53師団兵務部長。
1944年（昭和19年）7月、陸軍中将に進み、同月、第26師団長に親補され、フィリピンのマニラに赴任。　　
1944年（昭和19年11月）レイテ決戦のためレイテ島オルモック湾に到着するも、艦載機の来襲により揚陸直前で師団の主力装備のほとんどが海没する不運に見舞われた。
アメリカ軍との戦いに苦戦する中で1945年（昭和20年）1月20日、バレンシア飛行場を占領するも同地区で猛砲爆撃を被り、本道を突破の際に多数の死傷者が出て師団長も重傷を負う。
1月23日、バレンシア付近からカンギポット山北方にあるシラドに向け出発、2月15日、公道2号から北西岸に向かう途中の大湿原で攻撃を受け、師団長および残存師団の大半が戦死。

## 栄典
- 位階勲章等
- 1935年（昭和10年7月）従五位ー勲四等旭日中綬章
- 1940年（昭和15年4月29日）従五位ー功四級金鵄勲章
- 1940年（昭和15年8月13日）従五位ー勲三等瑞宝章
- 1943年（昭和18年）従五位ー勲二等瑞宝章
- 1970年（昭和45年2月28日）正四位ー勲一等旭日大綬章（戦没者叙勲）